# Sandgleis

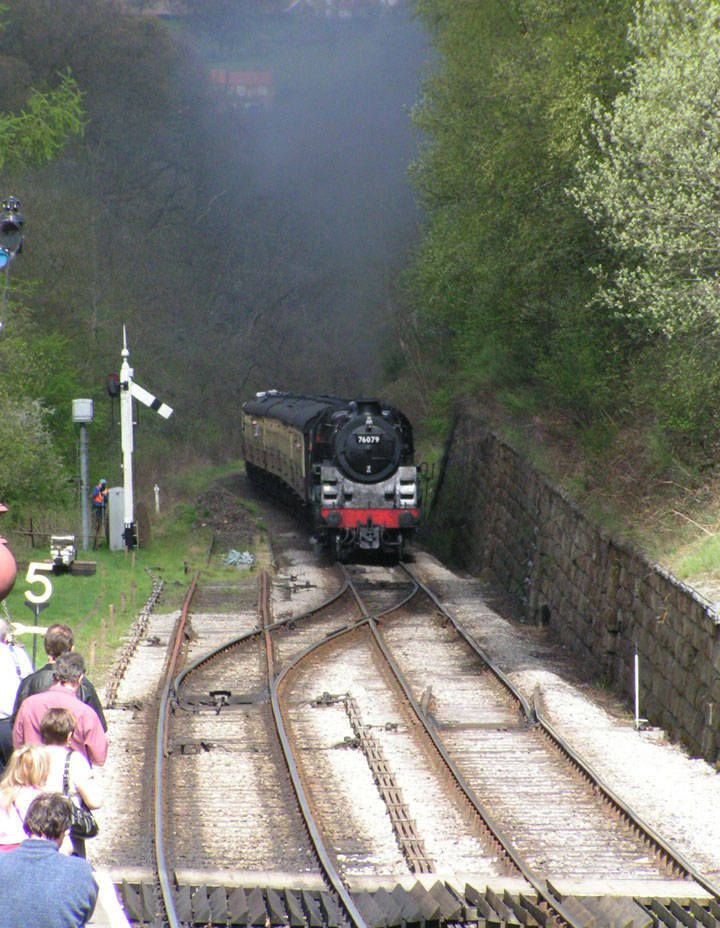
Sandgleis auf der North Yorkshire Moors Railway (links der Lokomotive)

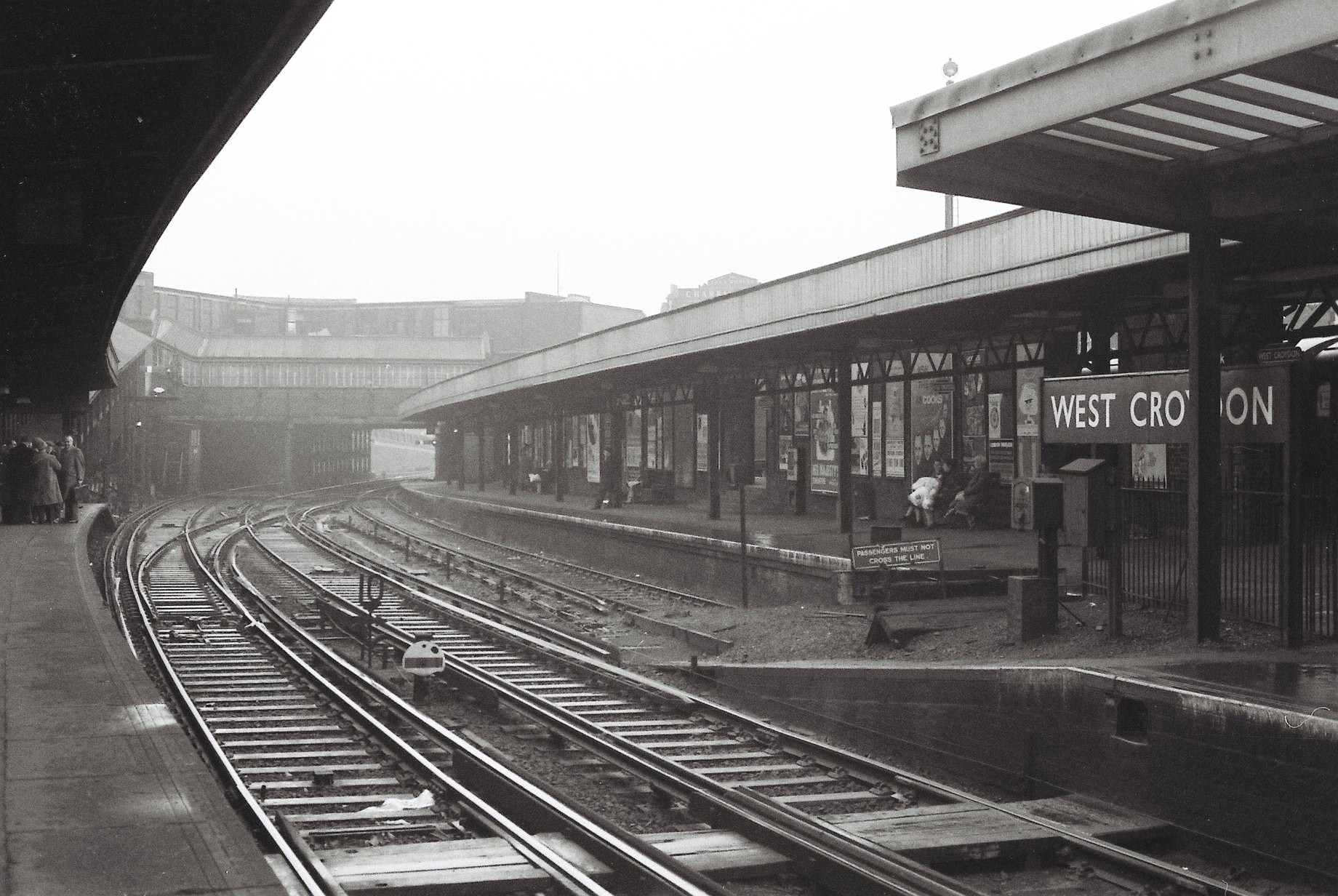
Sandgrube am Ende eines Stumpfgleises in West Croydon

Ein Sandgleis ist ein mit grobkörnigem, lehmfreiem Sand bedecktes Gleis, das dem Abbremsen von Eisenbahnfahrzeugen durch die erhöhte Reibung zwischen Rad und Schiene dient. Sandgleise werden heute nur noch selten verwendet.

## Funktionsweise und Einsatz
Das Sandgleis kann Fahrzeuge ohne Entgleisung rein durch die Bremswirkung des Sandes aufhalten. Anders als bei einem Prellbock wird dabei die Geschwindigkeit über eine kurze Strecke stetig vermindert, wodurch eine Beschädigung des Fahrzeugs vermieden werden soll.
Eingesetzt werden bzw. wurden Sandgleise zum Beispiel in Gefällebahnhöfen, um entlaufene Wagen aufzuhalten, oder auf Gefällestrecken, um Züge bei einem Bremsversagen zum Halt zu bringen. Sandgleise werden auch als Abschluss von Stumpfgleisen in Kopfbahnhöfen oder bei Flankenschutzweichen verwendet.
Weichen, die zum Flankenschutz im Regelfall in Richtung eines Sandgleises eingestellt sind, unterliegen einer besonderen Abhängigkeit. Erst wenn alle anderen Weichen für eine Zugfahrt richtig eingestellt sind, kann die Weiche des Sandgleises umgestellt werden. Danach erst kann das Signal auf Fahrt gestellt werden.
Auch an der innerdeutschen Grenze setzte die DDR Sandgleise ein, um unkontrollierte Durchfahrten zu verhindern – so am Bahnhof Gutenfürst.

## Sandgleis als Gleisverschlingung

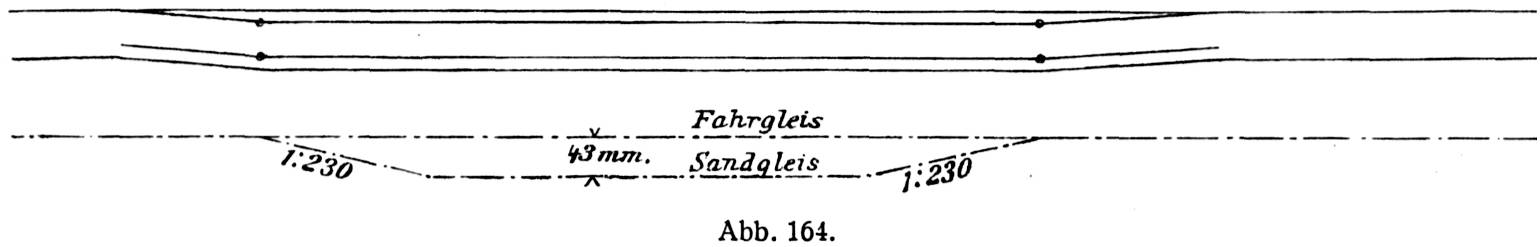
Sandgleis in Form einer Gleisverschlingung

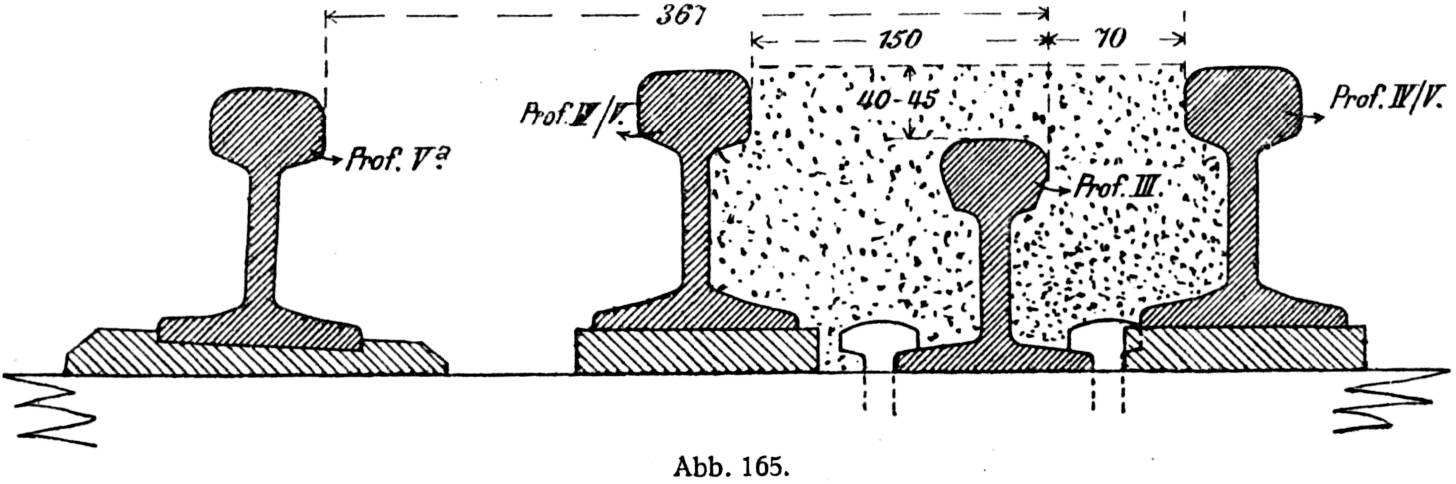
Sandkoffer mit zwei separaten Begrenzungsschienen

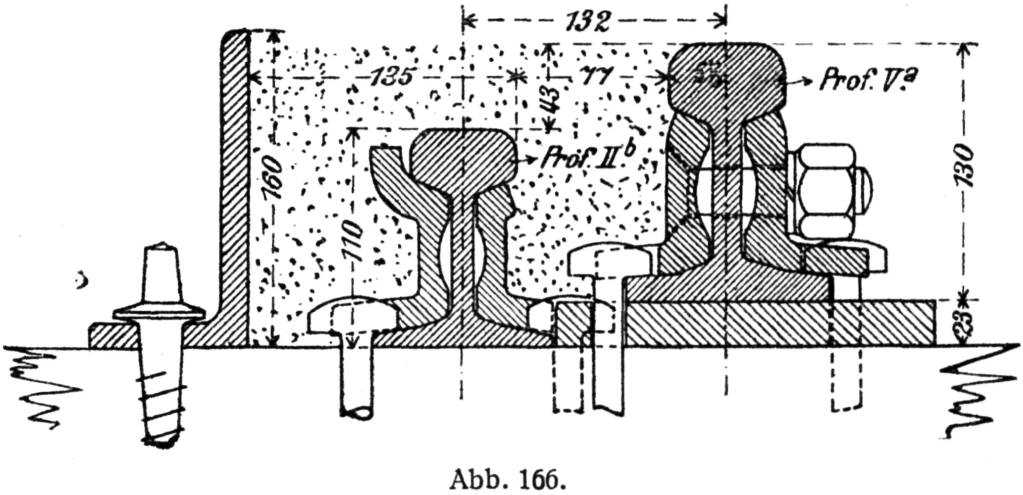
Einseitig durch Fahrschiene begrenzter Sandkoffer

Eine besondere Form ist die von dem deutschen Bauingenieur Claus Koepcke entworfene Anordnung eines Sandgleises in Form einer Gleisverschlingung. Dabei sind die Schienen des Sandgleises um 40–45 mm gegenüber der üblichen Fahrschiene in einen Sandkoffer abgesenkt, die bis zur Höhe der Fahrschiene mit Sand gefüllt sind. Ein Sandkoffer wird entweder auf beiden Seiten durch zwei Begrenzungsschienen, die zugleich als Entgleisungsschutz dienen, oder alternativ auf einer Seite durch die Fahrschiene und auf der anderen Seite durch eine Begrenzungsschiene begrenzt. In letzterem Fall genügt es, die Schienen des Sandgleises gegenüber der Fahrschiene um ca. 140 mm seitlich auszuschwenken, was den Einsatz auch bei sehr beengten Verhältnissen ermöglicht.
Die Weichen, die in ein beidseitig angeschlossenes Sandgleis führen, sind in der Regel miteinander gekuppelt, d. h. beide Weichen werden gleichzeitig umgestellt. Durch die gleiche Stellung der Weichen wird vermieden, dass ein Wagen, der das Sandgleis ohne anzuhalten durchfährt, die Weiche am Ende des Gleises auffährt.